# Huilerie de Chaume-lès-Baigneux
L'huilerie de Chaume-lès-Baigneux est située sur la commune éponyme en Côte-d'Or en région Bourgogne-Franche-Comté.

## Localisation
Le bâtiment est situé sur la commune de Chaume-lès-Baigneux en Côte-d'Or en région Bourgogne-Franche-Comté (cadastre ZM 32).

## Architecture
Bâtiment actuellement largement ruiné envahi par un bosquet.

## Historique
La construction remonte à la première moitié du XIXe siècle.
Le bâtiment est inscrit aux monuments historiques par arrêté du 20 août 1986.